# Death Magic Doom
Death Magic Doom (с англ. «Рок магии смерти») — десятый студийный альбом шведской дум-метал-группы Candlemass.

## Список композиций
| №  | Название                | Длительность |
| -- | ----------------------- | ------------ |
| 1. | «If I Ever Die»         | 4:54         |
| 2. | «Hammer of Doom»        | 6:16         |
| 3. | «The Bleeding Baroness» | 7:19         |
| 4. | «Demon of the Deep»     | 5:21         |
| 5. | «House of 1000 Voices»  | 7:49         |
| 6. | «Dead Angel»            | 4:05         |
| 7. | «Clouds of Dementia»    | 5:38         |
| 8. | «My Funeral Dreams»     | 6:09         |

## Над альбомом работали

### Участники группы
- Роберт Лоу — вокал
- Лейф Эдлинг — бас-гитара, автор музыки и текстов
- Ларс Йоханссон — гитара (соло)
- Матс Бьоркман — гитара (ритм)
- Ян Линд — ударные

### Приглашённые музыканты
- Стефан Фанден — мини-пианино
- Карл Вестхольм — клавишные

### Прочие
- Крис Лейни — запись, сведение
- Сьёрен Элонссон — мастеринг
- Томас Арферт — обложка
- Ульф Магнуссон — фотографии